# Safeway Open
Safeway Open är en professionell golftävling på den amerikanska PGA Touren. Tävlingen har arrangerats årligen sedan 2007 och gick först under namnet Fry's Electronics Open, för att mellan åren 2008-2016 heta Frys.com Open. År 2007 spelades tävlingen på Grayhawk Golf Club's Raptor Course i Scottsdale, Arizona. 2010, tre år senare, bytte tävlingen bana till CordeValle Golf Club i San Martin i Kalifornien. I oktober 2014 under 2015 års PGA Toursäsong, bytte tävlingen golfbana till Silverado Country Club i Napa.
I oktober 2016, under 2017 års säsong, blev Safeway Inc titelsponsor och tävlingen bytte namn till Safeway Open. Tävlingen kommer fortsätta att arrangeras på Silverado GC med Safeway som titelsponsor till år 2020.
Silverado GC arrangerade årligen en PGA Tourtävlingen Kaiser International Open Invitational mellan åren 1968 - 1980. 
Frys.com Open tillhörde ursprungligen PGA Tourens "fall series" då den spelas årligen i oktober månad, men då 2014 års säsong startade 2013 har tävlingen blivit den inledande tävlingen på säsongen.

## Vinnare
| År                     | Säsong       | Spelare            | Resultat     | Mot par      | Segermarginal | Runner(s)-up                  |
| Safeway Open           | Safeway Open | Safeway Open       | Safeway Open | Safeway Open | Safeway Open  | Safeway Open                  |
| ---------------------- | ------------ | ------------------ | ------------ | ------------ | ------------- | ----------------------------- |
| 2019                   | 2020         | Cameron Champ      | 271          | -17          | 1 slag        | Adam Hadwin                   |
| 2018                   | 2019         | Kevin Tway         | 274          | -14          | Särspel       | Ryan Moore, Brandt Snedeker   |
| 2017                   | 2018         | Brendan Steele (2) | 273          | -15          | 2 slag        | Tony Finau                    |
| 2016                   | 2017         | Brendan Steele     | 270          | −18          | 1 slag        | Patton Kizzire                |
| Frys.com Open          |              |                    |              |              |               |                               |
| 2015                   | 2016         | Emiliano Grillo    | 273          | −15          | Särspel       | Kevin Na                      |
| 2014                   | 2015         | Bae Sang-moon      | 273          | −15          | 2 slag        | Steven Bowditch               |
| 2013                   | 2014         | Jimmy Walker       | 267          | −17          | 2 slag        | Vijay Singh                   |
| 2012                   | 2012         | Jonas Blixt        | 268          | −16          | 1 slag        | Jason Kokrak, Tim Petrovic    |
| 2011                   | 2011         | Bryce Molder       | 267          | −17          | Särspel       | Briny Baird                   |
| 2010                   | 2010         | Rocco Mediate      | 269          | −15          | 1 slag        | Alex Prugh, Bo Van Pelt       |
| 2009                   | 2009         | Troy Matteson      | 262          | −18          | Särspel       | Rickie Fowler, Jamie Lovemark |
| 2008                   | 2008         | Cameron Beckman    | 262          | −18          | Särspel       | Kevin Sutherland              |
| Fry's Electronics Open |              |                    |              |              |               |                               |
| 2007                   | 2007         | Mike Weir          | 266          | −14          | 1 slag        | Mark Hensby                   |